# Lengua negra vellosa
La lengua negra vellosa (también conocida como lengua vellosa negra, lengua negra pilosa o lingua villosa negra) es una afección de la lengua en la cual las papilas filiformes se alargan y se decoloran hacia el negro o el marrón, lo que le da un aspecto velloso.
Su aspecto puede ser alarmante, pero se trata de una condición inofensiva. Los factores que la predisponen incluyen el consumo de tabaco, la xerostomía (sequedad bucal), las dietas blandas, una higiene bucal deficiente y ciertas medicaciones en especial un tratamiento antibiótico previo.. Se trata mediante la mejora de la higiene bucal, especialmente raspando o cepillando la lengua.

## Signos y síntomas
La lengua vellosa suele ocurrir en la parte central del dorso de la lengua, en una posición anterior a las papilas circunvaladas, aunque a veces toda la superficie dorsal puede estar afectada. La decoloración suele acompañar la lengua vellosa, pudiendo ser amarilla, marrón o negra. Aparte de la apariencia, esta condición es generalmente asintomática, aunque algunas personas pueden experimentar una sensación de atragantamiento o mal sabor. También puede estar asociada a una halitosis intra-oral.

## Causas
Las causas de esta afección son inciertas, pero se cree que está causada por la acumulación de escamas epiteliales y por la proliferación de microorganismos cromogénicos (productores de color). Puede producirse un aumento de la producción de queratina o un descenso en la descamación normal (separación de las células superficiales de la epidermis). Muchos pacientes con lengua vellosa son fumadores crónicos. Otros factores corrientes son una higiene bucal deficiente, una fatiga generalizada, hiposalivación (bajada en el flujo normal de salivación), radioterapia, proliferación de organismos fúngicos o bacterianos, y una dieta blanda. A veces, la lengua negra vellosa puede ser producida por el uso de medicamentos antimicrobianos como las tetraciclinas, o enjuagues bucales oxidantes o antiácidos.
Es posible que las dietas blandas sean un factor determinante en su aparición, ya que normalmente la comida ejerce una acción abrasiva sobre la lengua, lo cual evita el alargamiento de las papilas filiformes. La pelagra, una afección causada por una deficiencia en vitaminas, puede provocar que un pelaje denso y grisáceo se desarrolle en la parte dorsal de la lengua, junto con otros signos en la zona oral.
La decoloración transitoria de la lengua y de otros tejidos blandos de la boca puede ocurrir en la ausencia de lengua vellosa. Las causas pueden ser el consumo de tabaco (o de nueces de areca), algunas comidas y bebidas (como el café, el té o el regaliz) y ciertos medicamentos, como la clorhexidina, las sales de hierro, o el salicilato de bismuto.

## Diagnóstico
El diagnóstico se realiza generalmente a partir de los aspectos clínicos sin necesidad de biopsia de tejidos. Sin embargo, cuando se han realizado biopsias, el aspecto histológico es el de un pronunciado alargamiento e hiperparaqueratosis de las papilas filiformes, con numerosas bacterias creciendo en la superficie epitelial. La lengua vellosa puede ser confundida con la leucoplasia vellosa oral; sin embargo, esta última suele ocurrir en los lados de la lengua y está asociada a una infección oportunista del virus Epstein-Barr debido a una inmunodepresión de fondo (prácticamente siempre debido al virus de inmunodeficiencia humana pero a veces debido a otras condiciones que suprimen el sistema inmunitario).

### Clasificación
La lengua vellosa consiste en una acumulación marcada de queratina en las papilas filiformes de la superficie dorsal de la lengua, confiriéndole un aspecto velloso. La lengua negra consiste en una decoloración marcada de la lengua, que puede estar asociada o no con la lengua vellosa. Sin embargo, las papilas alargadas de la lengua vellosa normalmente deben su decoloración al desarrollo de bacterias productoras de pigmentos y a la tinción a partir de la comida. De ahí surge el nombre de lengua negra vellosa, aunque la decoloración también puede ser amarilla o marrón. Ciertas decoloraciones transitorias que no están asociadas con la lengua vellosa pueden ser cepilladas. La lengua negra vellosa puede ser inducida por medicamentos.

## Tratamiento
El tratamiento pasa por la tranquilización del paciente, ya que se trata de una condición benigna, y luego por la corrección de todos los factores que puedan predisponer a la condición. Estos pueden consistir en dejar de fumar o en detener o sustituir los tratamientos médicos o baños bucales implicados en ella. Las medidas directas para que la lengua recobre su aspecto normal consisten generalmente en mejorar la higiene bucal, especialmente mediante el raspado o cepillado de la lengua antes de dormir. Esto favorece la descamación de las papilas hiperqueratóticas. Los agentes queratolíticos (sustancias que eliminan la queratina) suelen tener éxito, pero conllevan problemas de seguridad, por lo que solo pueden utilizarse bajo supervisión médica. En determinados casos, cuando existe infección por Candida, se utilizan antifúngicos en forma de colutorio o gel con la finalidad de inhibir la proliferación candidósica. Otras medidas supuestamente exitosas incluyen en enjuagado bucal con bicarbonato de sodio, comer piña, chupar la pipa de un melocotón y mascar chicle.

## Pronóstico
La lengua negra vellosa es una condición benigna, pero los pacientes afectados por ella pueden sentir inquietud debido a su aspecto y a posible halitosis, por lo tanto se recomienda aplicar un tratamiento.

## Epidemiología
La lengua vellosa ocurre en alrededor de 0,5% de la población adulta. Sin embargo, su prevalencia varía según la población estudiada.